# Lispe xanthophleba
Lispe xanthophleba är en tvåvingeart som beskrevs av Stein 1950. Lispe xanthophleba ingår i släktet Lispe och familjen husflugor.
Artens utbredningsområde är Niger. Inga underarter finns listade i Catalogue of Life.